# Сан Карло (Фиренца)
Сан Карло је насеље у Италији у округу Фиренца, региону Тоскана.
Према процени из 2011. у насељу је живело 14 становника. Насеље се налази на надморској висини од 50 м.